# مركز الدراسات والبحوث الاقتصادية والاجتماعية بتونس
مركز الدراسات والبحوث الاقتصادية والاجتماعية بتونس ويعرف اختصارا بالسيريس (CERES)، هو مؤسسة عمومية تونسية للبحث العلمي تأسست في 1962 وخاضعة لإشراف وزارة التعليم العالي والبحث العلمي.

## التاريخ
تم تأسيس المركز في 1962 تحت اسم مركز الدراسات والبحوث الاقتصادية والاجتماعية، وتم في 19 مايو 1969 دمجه مع مكتب البحوث الاجتماعية وأصبح اسمه معهد التخطيط والإحصاء والدراسات التشريعية والاقتصادية والاجتماعية، ثم في 1972، تغير اسم المركز ثانية لاسمه الحالي وهو مركز الدراسات والبحوث الاقتصادية والاجتماعية، الذي أعيد تنظيمه في 1998. 

يقع مقر المركز في تونس العاصمة، وكان يقع تحديدا في ساحة علي الزواوي، والآن أصبح يقع في نهج المؤزارة بحي الخضراء بالعاصمة.

## المهام
المركز مكلف بالقيام بكل أنشطة البحث والدراسات في ميادين العلوم الاقتصادية والاجتماعية والإنسانية، وبذلك يقوم:
- إنجاز برامج البحث في إطار عقود مع الدولة.
- القيام بناءً على طلب الوزارات والهيئات الوطنية والمؤسسات العمومية والخاصة أو في إطار التعاون الدولي عبر اتفاقيات تبرم في الغرض، بكل بحث أو دراسة تهدف إلى تشخيص وتحليل ودراسة الظواهر الاجتماعية والاقتصادية السابقة أو الحاضرة والقيام بكل عمليات الاستباق والاستشراف لها.
- القيام ببحوث وثائقية تهدف إلى التعرف على تأثير تطور التكنولوجيات في الميادين التي تهم المجتمع ومتابغه انعكاساتها الجارية والمنتظرة وتقييمها وتحليلها، وكذلك المشاركة في تنظيم التظاهرات العلمية بالتعاون مع المؤسسات الإقتصادية ومؤسسات التعليم العالي.
- المساهمة في تكوين الطلبة في مرحلة الدكتوراه وذلك في نطاق برامج المركز.
- تشجيع الشراكة في البحث العلمي على المستويين الوطني والدولي.
- يتكون المركز تنظيميا من:
  - مجلس علمي (يترأسه مدير عام)
  - مخابر بحث
  - وحدات بحث (وهي خمسة: الإرهاب والتهريب، التنمية الجهوية، الاقتصاد الإجتماعي والتضامني، الاقتصاد المقارن، التربية والأسرة)
  - وحدة الإعلام والتوثيق العلمي

## المنشورات
يقوم المركز بنشر المجلة التونسية للعلوم الاجتماعية وهي مجلة نصف سنويّة تعنى بنشر البحوث الأكاديمية والميدانية ذات العلاقة بالبحث العلمي الجامعي.

كما ينشر المركز أعمال الملتقيات والندوات التي ينظّمها في شكل سلسلات مـن الكراسـات بلغ عددها عشرة وهي على التوالي:
- سلسلة الجغرافيا
- سلسلة علم الاجتماع
- سلسلة علوم اقتصادية
- سلسلة علوم الديمغرافيا
- سلسلة علم النفس
- سلسلة علوم التربية
- سلسلة الآداب
- سلسلة اللسانيات
- سلسلة التاريخ
- سلسلة العلوم الإسلامية
- سلسلة الأنتروبولوجيا-الأثنولوجيا
- سلسلة التحاليل والاستشراف

نشر المعهد 2400 منشورا و21 خارطة، كما تحتوي مكتبته على 35 ألف كتاب.

## المدراء العامون
- 27 فبراير 2013 - 6 يناير 2014: محمد عبازة
- 6 يناير 2014 - 18 ديسمبر 2015: رضا الشكندالي
- 18 ديسمبر 2015 - 31 يناير 2018: عدنان حيدر
- 31 يناير 2018 - الآن: المنصف وناس

## روابط خارجية
- الموقع الرسمي للمركز.